# Bushmills (distillerie)
Pour les articles homonymes, voir Bushmills.
Old Bushmills est une distillerie de whiskey irlandais. Elle revendique être la plus ancienne distillerie de whisky du monde encore en activité, en s'appropriant une licence officielle de fabrication de whisky datée d'avril 1608. Elle a, depuis cette date, toujours été en service. C’est alors la dernière distillerie en activité en Irlande du Nord.

## Historique
L’histoire de Bushmills est assez chaotique. Ses origines officielles remontent à 1608, mais on pense que la distillation était pratiquée à ce même endroit depuis le XIIe siècle. En 1276, Sir Robert Savage, propriétaire de la ville de Bushmills faisait boire de l’aqua vitae à ses troupes pour leur donner du courage. En 1490, le Book of Leinster mentionne un alcool local servi dans la ville de Bushmills. Cette distillerie se voit octroyer une licence officielle de fabrication de whisky en avril 1608
C’est à partir de 1860 que la distillerie commence à grandir. Elle est alors rachetée pour à peine 500 livres. Après avoir été en partie détruite en 1885 à la suite d'un incendie, elle est reconstruite dans un pur style écossais avec des cheminées de fours de maltage en style de pagode comme les distilleries écossaises de la même époque. Elle abandonne au même moment le irish pot still pour fabriquer des single malts.
En 1923 Old Bushmills est rachetée par un négociant de Belfast, Samuel Boyd. En 1966 la distillerie intègre le groupe de spiritueux irlandais Irish distillers.
Devenue la propriété du groupe de spiritueux Diageo en 2005, elle est vendue en 2014 à la famille Beckmann qui détient José Cuervo,.

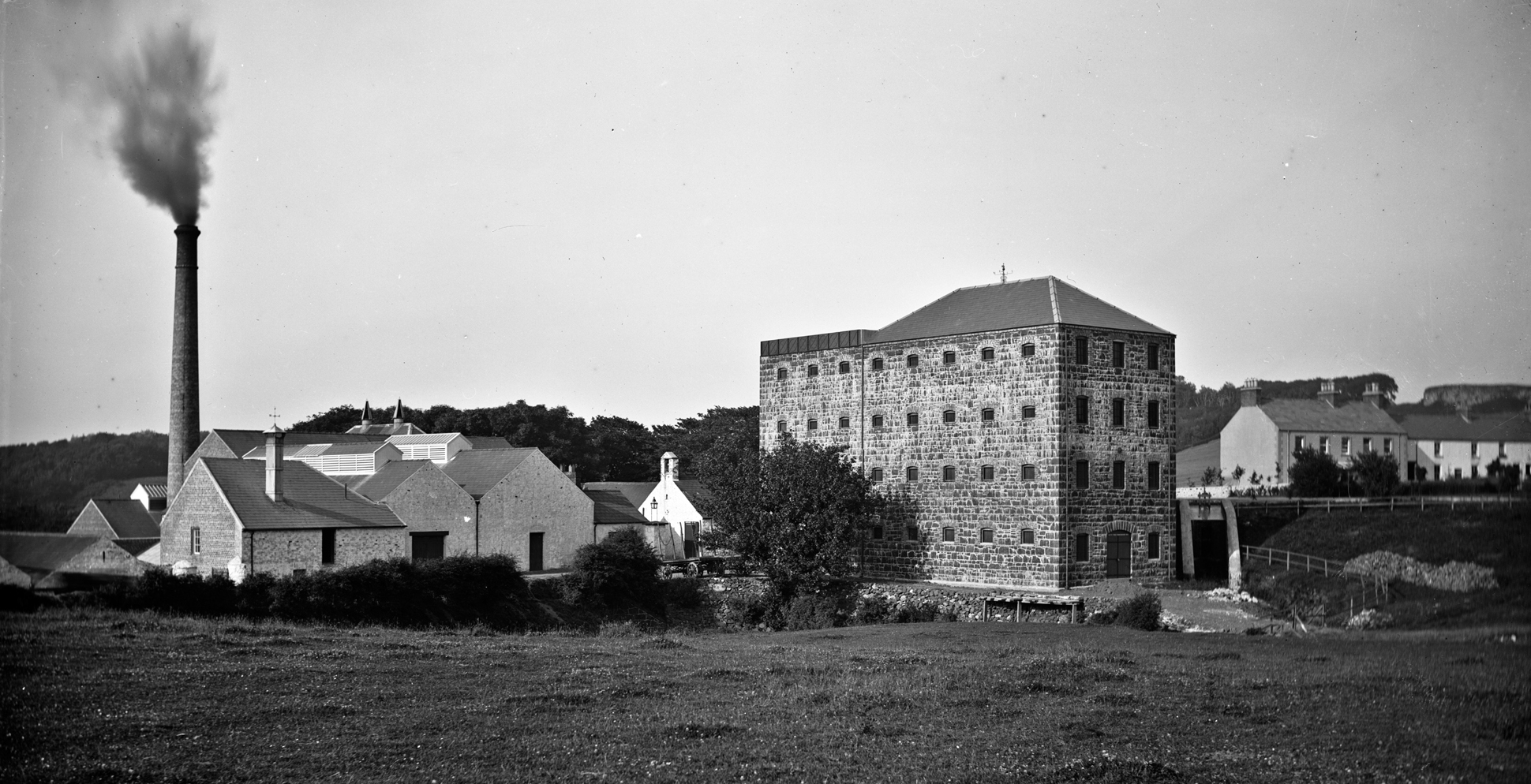
La distillerie, entre 1865-1914.

La distillerie est située à Bushmills dans le Comté d'Antrim en Irlande du Nord à quelques kilomètres de la Chaussée des Géants. 
C’est alors la dernière distillerie en activité en Irlande du Nord. On trouvait dans la région une douzaine de distilleries au début du XXe siècle. On n’en dénombrait plus que trois dans les années 1950. La distillerie de Comber ferma ses portes en 1953 et celle de Coleraine en 1978.

## Production
Old Bushmills produit à la fois des blends et des Single malt. Elle possède 4 wash stills, 5 spirit stills et produit 3 millions de litres d’alcool par an.

## Les whiskeys

### Les Blends
Les blends sont fabriqués sur place à partir du single malt de la distillerie. La proportion de single malt est très importante (entre 40 % et 90 % selon les versions). Le single malt est complété par un single grain distillé à Midleton. 
- Bushmills Original 40 % (35 à 40 % de single malt)
- Black Bush 40 % (80 % de single malt)
- Bushmills 12 ans 1608 40 % (90 % de single malt)
- Red Bush 40 %

### Les single malts
- Bushmills 10 ans 40 %
- Bushmills 12 ans Distiller's Edition
- Bushmills 12 ans Carribean Rum casks
- Bushmills 16 ans Three woods finish 40 %
- Bushmills 1990 Bourbon cask 57,5 % embouteillé au degré naturel.
- Bushmills 1991 Sherry Cask 53,7 %
- Bushmills 21 ans Madeira
- Bushmills 1988 Rum Barrel 54,1 %
- Le millésime le plus rare est le Bushmills Millenium". Il a été distillé en 1975 et mis en vente après 25 ans de maturation. Il a été vendu dès la mise en fût.

## Caractéristiques du Bushmills
- Terroir : Comté d'Antrim en Irlande du Nord
- Distillerie : Bushmills
- Maitre distillateur : Colum Egan
- Âge : 10 ans
- Particularité : Non tourbé et issu d'une triple distillation
- Notes : Malt, herbe fraiche, agrumes, vanille
- Corps : Frais et onctueux

## Sources
- (en) Alf McCreary, Spirit of the Age : The story of "Old Bushmills", The "Old Bushmills Distillery" Compagny Ltd, 1983, 232 p. (ISBN 0-9509083-0-4).
- (en) Peter Mulryan, Bushmills : 400 Years in the making, Belfast, Appletree Press, 2008, 193 p. (ISBN 978-1-84758-068-9).